# Conversazione al caffè
Conversazione al caffè è un dipinto a olio su tavola di Giovanni Boldini, databile al 1879 circa e conservato in una collezione privata.

## Descrizione
Con il trasferimento a Parigi nel 1871 Boldini ha l'opportunità di approdare a una metropoli vivace, moderna e frenetica, animata da un brulichio scoppiettante di vita: proprio in quegli anni, infatti, la ville lumière voleva lasciarsi alle spalle la sanguinosa disfatta franco-prussiana e perciò si andava popolando di teatri, musei, ristoranti e caffè alla moda. I caffè - luoghi frequentati dall'élite artistica e letteraria francese, dove nuove idee e teorie estetiche venivano fervorosamente discusse - erano globalmente uno dei temi prediletti dagli Impressionisti, che vi individuavano un eccellente pretesto per raffigurare tranche de vie contemporanee, senza per questo abbandonare le vedute urbane all'aperto. Gli stessi Impressionisti, quando il sole era tramontato ed era dunque impossibile dipingere, erano d'altronde avvezzi a riunirsi in un caffè (al principio il Guerbois, poi la Nouvelle Athènes) per discutere delle loro sperimentazioni pittoriche.
Giunto nel cuore della modernità, anche Boldini si votò alla raffigurazione di caffè, dando luogo a dipinti come questa Conversazione al caffè, oggi custodito in una collezione privata. Si tratta questo di un dipinto molto interessante non solo sotto il profilo artistico ma anche per quanto concerne le vicende esistenziali del pittore, legato sentimentalmente a due avvenenti donne francesi: Berthe e la contessa Gabrielle de Rasty. Berthe, non la celebre modella di Édouard Manet, corrisponde a una tipologia femminile candida, priva di malizia, a tal punto che Stile Arte parla di una «mon petit chou» o, ancora, di «una ex-educanda proiettata all'improvviso nel mondo» e di «una ragazzina-angioletto dagli occhi cerulei». La contessa Gabrielle de Rasty, al contrario, era pienamente consapevole della propria corporeità nel senso più carnale del termine e la esibiva audacemente, dando prova di una sensualità civettuola e impertinente.
In questa piccola tavola Boldini si diverte a riunire, seppur in uno spazio fittizio come quello pittorico, questi due mondi così seducenti e conflagranti. Entrambe le donne, le quali come si è già visto sono incarnazioni di topoi femminili radicalmente diversi, siedono nei tavolini all'aperto di un caffè parigino. Gabrielle, a destra, domina la conversazione e sprigiona uno sguardo che intriga e irretisce l'osservatore, conquistandolo prima del volto e della sensualità carnale del corpo. Berthe, al contrario, finge disinteresse e, cedendo ad un istintivo disagio, volge lo sguardo alla sua sinistra, verso un evento che si sta svolgendo al di fuori dello spazio pittorico. Si delinea dunque un palpabile contrasto, sia dal punto di vista pittorico che da quello erotico, tra queste due varietà muliebri così distanti tra di loro. Lo stesso Boldini, d'altronde, approfondì questa divergenza in numerosissime altre opere: la Morisot, infatti, sarà sempre l'incarnazione della «giovane donna romantica che andrà incontro, attraverso la conoscenza del libertino, a un percorso di esplorazione corporea che la porterà al di là dei propri virginali presupposti» (StileArte). Per quanto concerne Gabrielle de Rasty, invece, Boldini giocò con la sua conturbante sensualità in torride opere dal sapore libertino, del tutto prive di barriere moralistiche: per approfondire quest'ultimo tema si rimanda alla voce Primizie.